# Język gruziński
Język gruziński (gruz. ქართული ენა, kartuli ena) – język kartwelski, używany przez ok. 4,2 mln osób głównie w Gruzji, gdzie jest językiem urzędowym, oraz przez dalsze 2,5 mln w Turcji, Rosji, USA i Europie, jak też przez niewielkie grupy w Iranie (tj. Gruzini ferejdańscy) i Azerbejdżanie (Ingilojcy). Jest też używany jako język literacki przez zamieszkujące Gruzję niewielkie wspólnoty etniczne, nieposiadające piśmiennictwa we własnych językach: przez Swanów, Megrelów i Lazów. Literacki język gruziński opiera się na mowie stolicy, Tbilisi, która zawiera w sobie wpływy różnych dialektów.

## Klasyfikacja, historia i rozwój piśmiennictwa
Język gruziński, wraz z językami swańskim, megrelskim oraz lazyjskim, tworzy południowokaukaską (zwaną też kartwelską) rodzinę językową, niegdyś błędnie łączoną z innymi rodzinami Kaukazu, stanowiąc najpowszechniej używany jej język.
Język gruziński zapisywany jest alfabetem gruzińskim, który pochodzi najprawdopodobniej od spółgłoskowego pisma syryjskiego. Gruziński ma bardzo długą tradycję piśmienniczą, sięgającą przynajmniej V w. Wśród gruzińskich badaczy panuje powszechne przekonanie, że pierwszy alfabet języka gruzińskiego powstał najpóźniej na przełomie IV i III w. p.n.e., za czasów króla Parnawaza I. Najstarszym zachowanym zabytkiem literatury jest powstały w V w. żywot św. Szuszanik, którego autorem jest Jakub Curtaweli, a uważanym za najważniejsze dzieło literatury gruzińskiej jest XII-wieczny epos Rycerz w tygrysiej skórze autorstwa Szoty Rustawelego. Język gruziński posiada też bardzo bogatą literaturę sakralną, której autorami nierzadko bywali gruzińscy władcy np.: Dawid IV Budowniczy.
W dziejach języka wyróżnia się dwa główne okresy: starogruziński V–XI w. oraz nowogruziński – od XII w.
Język gruziński zawiera również liczne zapożyczenia z licznych języków, z którymi miał kontakt na przestrzeni dziejów. Te obejmują m.in. język perski, turecki, grecki, łacinę, rosyjski czy wreszcie język angielski. Istnieją też pożyczki z innych języków Kaukazu, jak np.: z ormiańskiego kalaki „miasto”, osetyjskiego ludi „piwo”.
Do najwybitniejszych badaczy języka gruzińskiego zalicza się: Tamaza Gamkrelidzego, Arnolda Czikobawę oraz Georges'a Dumézila.

## Dialektologia
Język gruziński jest silnie zróżnicowany pod względem dialektalnym. Istnieje 18 dialektów terytorialnych, podzielonych według wspólnych podobieństw na dwa główne zespoły – wschodni i zachodni, które pomimo dużych różnic są wzajemnie zrozumiałe. Językoznawcy gruzińscy wliczają do nich pozostałe etnolekty kartwelskie, w tym m.in. język swański, choć klasyfikacja ta uchodzi za umotywowaną bardziej politycznie niż lingwistycznie. Cechami charakterystycznymi dla dialektów regionalnych są m.in. występowanie y- i u- przed niektórymi samogłoskami (odpowiednik labializacji), obecność długich i krótkich samogłosek, używanie starogruzińskiego zrostku liczby mnogiej z -n-, zamiast współczesnego z -eb-, odmienne formy czasownikowe oraz odrębności leksykalne.
Dialekty gruzińskie dzieli się na:
- północno-wschodnie – chewsurecki, pszawecki, tuszecki, chewski, mtiulecki
- wschodnie – kachetyjski, ingilojski, ferejdański, tianecki
- środkowe – kartlijski, dżawachecki, meschecki
- południowo-zachodnie – guryjski, adżarski, imerchewiański
- północno-zachodnie – imerecki, leczchumski, raczyjski

Do dialektów bywa zaliczany język judeo-gruziński, będący formą gruzińskiego z silnym wpływem słownictwa hebrajskiego.
Współczesny dialekt literacki ukształtował się w XIX–XX w. na podłożu narzeczy kartlijskiego i kachetyjskiego.

## Charakterystyka gramatyczna
Język gruziński jest językiem aglutynacyjnym, o bogatej fonetyce. Występują tu często zbitki spółgłoskowe (np. mcvrtneli- trener). Posiada 28 spółgłosek z charakterystycznymi trójkami głosek dźwięcznych, bezdźwięcznych przydechowych i bezdźwięcznych wydechowych. Samogłosek ma tylko 5. Posiada siedem przypadków: mianownik, ergatyw, adwerbial (essivus), celownik, dopełniacz, narzędnik, oraz wołacz. Przymiotniki mają identyczną formę jak rzeczowniki. Przysłówki tworzy się, dodając do przymiotnika lub rzeczownika końcówkę adwerbialu. Zaimek I os. Sg me może wskazywać na pewne pokrewieństwo z językami indoeuropejskimi. Choć posiada ergatyw, w czasie teraźniejszym jest nominatywny. W odmianie czasowników używa tzw. screeve'u. Koniugacja czasowników jest bardzo złożona, z podziałem czasowników na statyczne i dynamiczne, przechodnie i nieprzechodnie, jedno- i wieloosobowe i in.

### Rzeczownik
Język gruziński ma względnie prostą deklinację i nie rozróżnia rodzajów gramatycznych. Rzeczowniki, których rdzeń kończy się spółgłoską, mają w mianowniku końcówkę -ი (-i). U rzeczowników kończących się w mianowniku na inne samogłoski jest ona częścią rdzenia.
Rzeczowniki w języku gruzińskim dzielą się na trzy główne grupy:
1. odnoszące się do ludzi,
2. odnoszące się do innych obiektów ożywionych,
3. odnoszące się do obiektów nieożywionych.

Rzeczowniki z pierwszej grupy odpowiadają na pytanie „kto?” (gruz. ვინ, vin), natomiast rzeczowniki z pozostałych grup odpowiadają na pytanie „co?” (gruz. რა, ra). Przynależność do tych grup wpływa również na wybór czasownika, który można użyć z danym rzeczownikiem. Przykładem jest czasownik „mieć”, który w języku gruzińskim ma różne formy w zależności od tego, czy rzeczownik oznacza obiekt ożywiony czy nieożywiony: ყალა (q'ala) używane jest w odniesieniu do obiektów ożywionych, a ქონება (k'oneba) w przypadku obiektów nieożywionych.

#### Przypadki
Język gruziński wykorzystuje siedem przypadków:
სახელობითი (sakhelobiti) mianownik
Jest to słownikowa forma rzeczownika. W zależności od formy czasownika może oznaczać podmiot bądź dopełnienie bliższe zdania.
მოთხრობითი (motkhrobiti) ergatyw/narratyw
Oznacza podmiot zdania dla niektórych form czasownika.
მიცემითი (micebiti) celownik
Oznacza dopełnienie dalsze. W zależności od formy czasownika, także podmiot lub dopełnienie bliższe.
ნათესაობითი (natesaobiti) dopełniacz
Oznacza własność, przynależność. Jego rola jest bardzo zbliżona do roli dopełniacza w języku polskim.
მოქმედებითი (mokmedebiti) – narzędnik
Podobnie jak w języku polskim określa narzędzie, środek służący osiągnięciu czegoś. Na przykład კოვზით ვჭამ (k'ovzit vch'am) „jem łyżką”. Wyraża także obecność dodatku lub składnika. Np. ჩაი შაქრით (ch'ai shakrit) „herbata z cukrem”.
ვითარებითი (witarebiti) adwerbial, essivus
Tworzy przysłówki z przymiotników. Np. წყნარად (cqnarad) „szybko” od წყნარი (cqnari) „szybki”. W przypadku rzeczowników odpowiada formom z przyimkiem „jako” w języku polskim lub jednej z form narzędnika w języku rosyjskim. Np. ვმუშაობ პროგრამისტად (wmuszaob programistad) „pracuję jako programista” (por. работаю программистом)
წოდებითი (c'odebiti) wołacz
Funkcja podobna do wołacza w języku polskim. Używany rzadko, często w kontekście religijnym lub poetyckim.
Wzór odmiany rzeczowników kończących się na spółgłoskę
|            | spółgłoskowe | przykład: k'ac- ("człowiek") |
| ---------- | ------------ | ---------------------------- |
| Mianownik  | -i           | k'ac-i                       |
| Narratyw   | -ma          | k'ac-ma                      |
| Celownik   | -s           | k'ac-s                       |
| Dopełniacz | -is          | k'ac-is                      |
| Narzędnik  | -it          | k'ac-it                      |
| Adverbial  | -ad          | k'ac-ad                      |
| Wołacz     | -o           | k'ac-o!                      |
Wzór odmiany rzeczowników kończących się na samogłoskę
Wśród tych rzeczowników trzeba wyróżnić dwa typy:

typ I – zmieniający swoją samogłoskę tematyczną (gł. rzeczowniki kończące się na -e lub -a) oraz

typ II – niezmieniający owej samogłoski, do którego należą rzeczowniki kończące się na -o, -u, -i oraz niektóre na -a lub -e.
|            | samogłoskowe (I) | przykład: mama- ("ojciec") | samogłoskowe (II) | przykład: Sakartvelo- ("Gruzja") |
| ---------- | ---------------- | -------------------------- | ----------------- | -------------------------------- |
| Mianownik  | -Ø               | mama                       | -Ø                | Sakartwelo                       |
| Narratyw   | -m               | mama-m                     | -m                | Sakartwelo-m                     |
| Celownik   | -s               | mama-s                     | -s                | Sakartwelo-s                     |
| Dopełniacz | -is *            | mam-is                     | -s                | Sakartwelo-s                     |
| Narzędnik  | -it *            | mam-it                     | -ti               | Sakartwelo-ti                    |
| Adwerbial  | -d               | mama-d                     | -d                | Sakartwelo-d                     |
| Wołacz     | -Ø               | mama!                      | -Ø                | Sakartwelo!                      |
Porównanie nowej i starej deklinacji w liczbie mnogiej
Mimo że we współczesnym gruzińskim do tworzenia form liczby mnogiej używa się jedynie -eb-, można jednak spotkać – np. w poezji lub niektórych dialektach – deklinację starego typu, stosującą wrostek -n-.
|            | deklinacja współczesna | deklinacja archaiczna |
| ---------- | ---------------------- | --------------------- |
| Mianownik  | k'ac-eb-i              | k'ac-n-i              |
| Narratyw   | k'ac-eb-ma             | k'ac-ta               |
| Celownik   | k'ac-eb-s              | k'ac-ta               |
| Dopełniacz | k'ac-eb-is             | k'ac-ta               |
| Narzędnik  | k'ac-eb-it             | k'ac-ta               |
| Adverbial  | k'ac-eb-ad             | k'ac-ta               |
| Wołacz     | k'ac-eb-o!             | k'ac-n-o!             |